# Olivia Cole
Olivia Carlena Cole, född 26 november 1942 i Memphis, Tennessee, död 19 januari 2018 i San Miguel de Allende i Guanajuato i Mexiko, var en amerikansk skådespelare. Cole har bland annat spelat rollerna som Mathilda Moore i Rötter och Maum Sally i Nord och Syd.

## Filmografi i urval
- 1975-1976 – Police Woman (TV-serie)
- 1977 – Rötter (TV-serie)
- 1979 – Backstairs at the White House (miniserie)
- 1985 – Nord och Syd (TV-serie)
- 1985–1995 – Mord och inga visor (TV-serie)
- 1989–1993 – Lagens änglar (TV-serie)
- 1990 – Brewster Place (TV-serie)
- 2008 – First Sunday